# Peter Ebner (Schriftsteller)
Peter Ebner (* 27. Juni 1932 in Wien; † 21. Februar 2018) war ein österreichischer Dichter und Schriftsteller.

## Leben
Peter Ebner kam aus einer Weinhauerfamilie in Pillichsdorf in Niederösterreich. Er arbeitete als Chemiker in Österreich und England und war später als Lehrer tätig.

## Auszeichnungen
- 1999 Buchpreis des Bundesministeriums für Unterricht und Kunst

## Publikationen
- Der Erfolgreiche. Roman, Styria, Graz 1982, ISBN 3-222-11400-5.
- Das Schaltjahr. Roman, Styria, Graz 1983, ISBN 3-222-11460-9.
- Schnee im November. Ein Franz Schubert-Roman. Styria, Graz 1984, Graz 1985, ISBN 3-222-11556-7.
- Am Ende der Hoffnung beginnen die Wege. Roman, Otto Müller Verlag, Salzburg 1988, ISBN 3-7013-0733-4.
- Ihr werdet meine Zeugen sein. Aus dem Leben heiliger Menschen. Erzählungen, Tyrolia, Innsbruck 1989, ISBN 3-7022-1714-2, 2002 ISBN 3-7867-8458-2.
- Íñigo. Ein Roman über Ignatius von Loyola. Echter Verlag, Würzburg 1990, ISBN 3-429-01309-7.
- Für Gott und die Welt. Jesuiten zwischen den Fronten. Fünfzehn Erzählungen. Schnider Verlag, Graz 1991, ISBN 3-900993-09-2.
- Die Liebe genügt. Franz von Sales-Erzählungen. Franz-Sales-Verlag, Eichstätt 1995, ISBN 3-7721-0170-4.
- Heimrad. verachtet – geliebt – heilig. Erzählung, Franz-Sales-Verlag, Eichstätt 1997, ISBN 3-7721-0197-6.
- Daheim in Wien. Zwölf Wiener Erzählungen. Edition Atelier Verlag, Wien 1999, ISBN 3-8530-8048-0.
- Freunde des Lebens. Geschichten von heiligen Menschen. Paulusverlag, Freiburg/Schweiz 2001, ISBN 3-7228-0537-6.
- Baronin Chantal. Roman zu Johanna Franziska von Chantal, Franz-Sales-Verlag, Eichstätt 2003, ISBN 3-7721-0259-X.
- Nikolaus von Tolentino. Ein Werdegang. Biografie, Topos plus 617, Kevelar 2007, ISBN 978-3-7867-8617-7.
- Fragen, zweifeln, bitten. Gebete von heute. Echter, Würzburg 2008, ISBN 978-3-429-02987-6.
- Clara von Montefalco. Eine Entfaltung in Träumen und Visionen. Berger, Horn 2011, ISBN 978-3-85028-528-5.